# 小行星48736
小行星48736（48736 Ehime）是一颗绕太阳运转的小行星，为主小行星带小行星。该小行星于1997年2月27日发现。
該小行星以日本的愛媛縣命名。

## 轨道参数
小行星48736的轨道半长轴为2.2553030 UA，离心率为0.159。